# Acrolyta nigricolor
Acrolyta nigricolor är en stekelart som först beskrevs av Aubert 1980.  Acrolyta nigricolor ingår i släktet Acrolyta och familjen brokparasitsteklar. Inga underarter finns listade i Catalogue of Life.